# Goran Antić
Goran Antic (Suiza, 4 de julio de 1985) es un futbolista suizo. Juega de mediocampista y su actual club es el FC Aarau de la Super Liga Suiza.

## Trayectoria
Goran Antic debutó en el FC Winterthur en 2003. Luego entró al FC Wil donde jugó 1 año, jugando 17 partidos y anotando 9 goles. Después se fue al fútbol de Liechtenstein a jugar en el FC Vaduz. Desde 2006 juega para el FC Aarau como centrocampista.

## Clubes
| Club          | País  | Año       |
| ------------- | ----- | --------- |
| FC Winterthur | Suiza | 2003-2004 |
| FC Wil        | Suiza | 2004-2005 |
| FC Vaduz      | Suiza | 2005-2006 |
| FC Aarau      | Suiza | 2006-     |

- Datos: Q666465